# استووپایپ ولز (کالیفرنیا)
استووپایپ ولز (به انگلیسی: Stovepipe Wells) یک منطقهٔ مسکونی در ایالات متحده آمریکا است که در شهرستان اینیو، کالیفرنیا واقع شده‌است. استووپایپ ولز ۳ متر بالاتر از سطح دریا قرار دارد.